# Kähnsdorf
Kähnsdorf is een plaats in de Duitse gemeente Seddiner See, deelstaat Brandenburg, en telt 270 inwoners (2005).